# سارة الدريس
سارة عبد الوهاب الدريس (3 يناير 1987-)، كاتبة وإعلامية وناشطة كويتية ذات نشاط سياسي.
صدر بحقها حكم بالسجن لسنة وثمان شهور مع الشغل والنفاذ، في تاريخ 17 يوليو 2013، وخرجت من السجن بعفو أميري. حيث اتهمت بقضية تتعلق بالذات الأميرية، وقضت محكمة الإستئناف بتأييد الحكم الصادر من الجنايات (أول درجة) بسجن المغردة سارة الدريس لمدة عام و8 شهور مع الشغل والنفاذ بقضية أمن دولة على أن يكون الحكم نافذا من تاريخ النطق اليوم، حيث كان حكم أول درجة مع وقف النفاذ مقابل كفالة مالية قدرها 2000 دينار.
وجاء حكم حبس الدريس على خلفية اتهامها بقضية العيب بالذات الأميرية والإساءة لمسند الإمارة لتغريدات منسوبة لها عبر حسابها الشخصي على التويتر. بعد صدور حكم تأييد حبس المغردة الدريس، أصدرت العديد من التيارات والجهات المعارضة بيانات تضامنية مع سجناء الرأي العام عامةً والناشطة سارة على وجه التحديد.
اعتُقلت من جديد في 19 نوفمبر 2015 بتهمة المساس بمقام النبي محمد.

## السيرة
إبتدأت مشوارها ككاتبة في 2007، عندما أصدرت روايتها الأولى بعنوان “إلى جرحي الحبيب مع التحية”. لكنها لاقت النجاح من خلال روايتها الثانية ” على درب الرذيلة” التي صدرت في 2008، وأحدثت ضجة في الوسط الأدبي الإعلامي وهوجمت على غرار شخصيات تلك الرواية وإسقاطاتها الدينية. وبعد أن أصدرت روايتها الثالثة والتي حملت عنوان “خدوش على وجه امرأة” في 28 أكتوبر 2009 ، لم تسلم أيضاً من الهجوم العنيف حيال جزء بسيط من الرواية، علقت عليه “وكالة الشعر” بأنه هجوم غير مبرر على أبناء القبائل.

## نشاطها السياسي
- ناشطة في الحراك السياسي الكويتي المعارض عرفت بسقف خطابها العالي.
- صدر بحقها حكم السجن على خلفية جريمة أمن دولة وإساءة للذات الأميرية كما تعتبرها السلطات في الكويت.
- واجهت 3 قضايا أمن دولة على خلفية تغريدات لها في شبكة التواصل الاجتماعي تويتر، بتهمة العيب بالذات الأميرية، وكانت التغريدات التي تحاكم عليها 47 تغريدة وكان أعلى عدد من بين كل الذين حوكموا على اثر رأيهم المعارض للسلطة
- تحاكم أيضا على المشاركة بمسيرة احتجاجية معارضة للسلطة وسوء استخدام وسائل الاتصالات الهاتفية.
- صدر حكم على سارة بالسجن سنة وثمانية أشهر على 47 تغريدة مسيئة للأمير.
- بعد صدور الحكم على سارة الدريس صدر عفو من امير دولة الكويت فقد تم العفو عنها.
- تعتبر سارة نفسها غير مخطئة وأن الحكم الصادر بحقها هو حكم ظالم وذلك حسب ما قالته في لقاء تلفزيوني لها في قناة اليوم.[3]
- انتقدت هيومن رايتس وتش سجن المعلمة سارة الدريس بسبب تغريدات عبرت بها عن رأيها من خلال موقع التواصل الاجتماعي تويتر.[4]

## هيومن رايتس وتش حول قضية سارة الدريس
انتقدت منظمة هيومن رايتس ووتش لحقوق الإنسان السلطات الكويتية بسبب حكم قضائي بسجن معلّمة بعد إدانتها بتهمة «التطاول على الأمير» في تغريدات كتبتها عبر موقع (تويتر) للتواصل الاجتماعي.
وقال جو ستورك، نائب المدير التنفيذي لقسم الشرق الأوسط في هيومن رايتس ووتش، إن «من واجب الحكومة التسامح مع هذا النوع من النقد، وليس ملاحقة الأشخاص الذين يتجرأون على التعبير عنه.»
وأضاف ستورك «كان الكويت فيما مضى يتمتع بسمعة أفضل من معظم دول الخليج الأخرى في احترام حق حرية التعبير. لكن مع كل قضية من هذا النوع، تنحدر السلطات بنفسها إلى مستويات سائر المنطقة.»
وأشارت هيومن رايتس ووتش - التي تتخذ من نيويورك مقرا لها - إلى أن السلطات الكويتية لاحقت العام الماضي عشرات الأشخاص بسبب «تصريحات سياسية سلمية.»
وحضت المنظمة الحكومة على إسقاط التهم عمن اتهموا أو أدينوا بجرائم «لمجرد ممارسة حقهم في حرية التعبير»، ودعت إلى تعديل قانون الجنايات الكويتي لحذف جريمة «التطاول على الأمير».

## التعرض لمقام النبوة
واجهت سارة الدريس غضباً شعبي عارم إثر روايتها لقصة زواج نبي الإسلام محمد من صفية بنت حيي بن أخطب وقتله لأبيها وزوجها وشقيقها والزواج منها من غير إستبراء رحمها -على حد قولها- على موقع التواصل الاجتماعي تويتر واصفة الرواية «بالدعشنة» (الوصف الذي يطلق على جرائم تنظيم الدولة الإسلامية "داعش")، الأمر الذي أغضب المجتمع الإسلامي في الكويت والدول العربية معتبرين ذلك تعرضاً وإساءة لمقام النبوة مطالبين بسن أقصى العقوبات ضدها. بررت سارة الدريس بأنها قامت بنقل رواية عن كتب الحديث وأنها لم تضف بشيء من عندها فيما قام مجموعة من علماء الدين بالرد عليها بأن النبي محمد كان قد تزوجها بعد أن إنقضت عدتها بعكس ما إدعت.
بعد وقت ليس بالطويل قامت سارة الدريس بحذف تغريدتها والاعتذار علناً عما بادرت بكتابته حيث قالت:
| سارة الدريس | إن زللت او اخطأت فأطلب من الله غافر الذنب قابل التوبه العفو و المغفرة و ان يظهر الحقيقة و يرفع عني ظلم عباده وأنا اثق به تمام الثقه | سارة الدريس |

في 13 أبريل 2016، قضَت المحكمة ببراءة سارة الدريس من تهمة ازدراء الأديان.